# Видеман, Михаэль
Михаэль Видеман (нем. Michael Wiedemann; 13 апреля 1659, Гейбсдорф, курфюршество Саксония, ныне Секерчин, Польша — 1 сентября 1719, Штольберг) — немецкий лютеранский священник, поэт и композитор.
Окончил гимназию в Гёрлице, с 1682 г. учился в Лейпциге. В 1691 г. рукоположён в Легнице, до 1694 г. служил пастором в Оссиге (ныне Осек в Любинском повяте). Затем переведён в Швейдниц (ныне Свидница), дьякон церкви Пресвятой Троицы. В 1702 г. подвергся тюремному заключению, затем выслан в Гёрлиц. В том же году был приглашён в Штольберг, где занял должности придворного капеллана и суперинтендента графства Штольберг-Штольберг.
Наиболее известен своими поэтическими и музыкальными сочинениями. В 1689—1690 гг. опубликовал в 12 выпусках сборник «Исторические и поэтические заточения» (нем. Historisch-poetische Gefangenschafften), состоявший из стихотворений на исторические темы (связанные с тюремным заключением). В 1693 г. выступил с тремя композициями для хора и солистов для погребальных служб по случаю смерти Сигизмунда Генриха, барона Бибран-унд-Модлау (1640—1693).